# Perrhybris pamela
Perrhybris pamela là một loài bướm thuộc họ Pieridae. Nó được tìm thấy ở México, Honduras, Costa Rica và Panama, phía nam đến Colombia, Venezuela, Surinam, Guyane thuộc Pháp, Brasil, Ecuador, Peru và Bolivia. Loài này sinh sản trong các khu rừng nhiệt đới đất thấp ở độ cao từ mực nước biển và khoảng 900 mét.
Sải cánh dài 66–70 mm. Ấu trùng được ghi nhận trên các loài Capparis isthmensis và Capparis pittieri.

## Phụ loài
- Perrhybris pamela pamela (Surinam)
- Perrhybris pamela eleidias (Brazil (Espírito Santo, São Paulo))
- Perrhybris pamela malenka (Venezuela)
- Perrhybris pamela alethina (Costa Rica, Panama)
- Perrhybris pamela flava
- Perrhybris pamela bogotana (Colombia)
- Perrhybris pamela amazonica (Peru)
- Perrhybris pamela glessaria (Ecuador)
- Perrhybris pamela carmenta (Peru, Bolivia)
- Perrhybris pamela incisa (Brazil (Bahia))
- Perrhybris pamela lucasi (French Guiana)
- Perrhybris pamela fruhstorferi (Panama)
- Perrhybris pamela boyi (Brazil (Amazonas))
- Perrhybris pamela chajulensis (Mexico, Honduras)
- Perrhybris pamela mapa (Mexico)
- Perrhybris pamela bertha (Peru)
- Perrhybris pamela mazuka (Peru)

## Hình ảnh

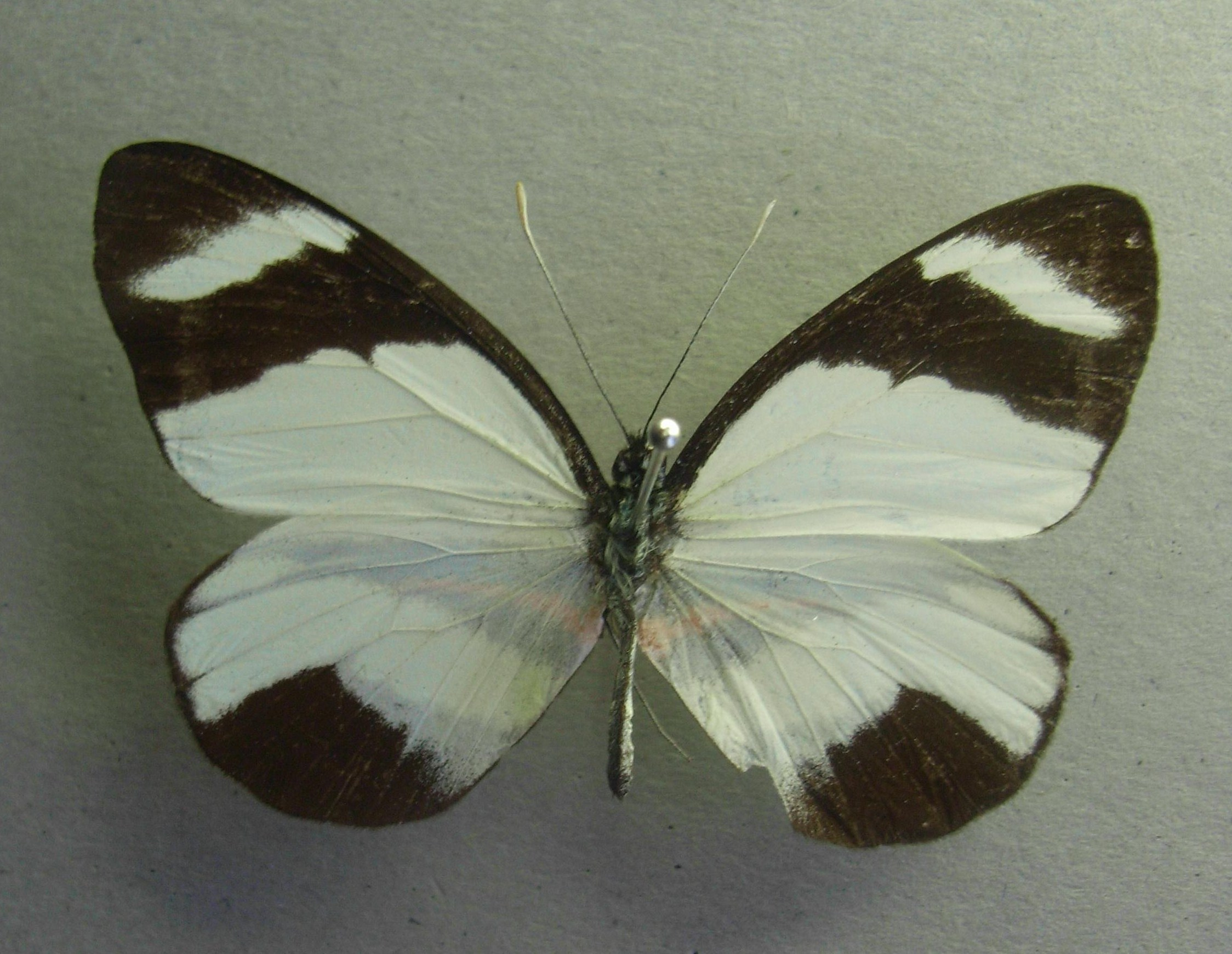
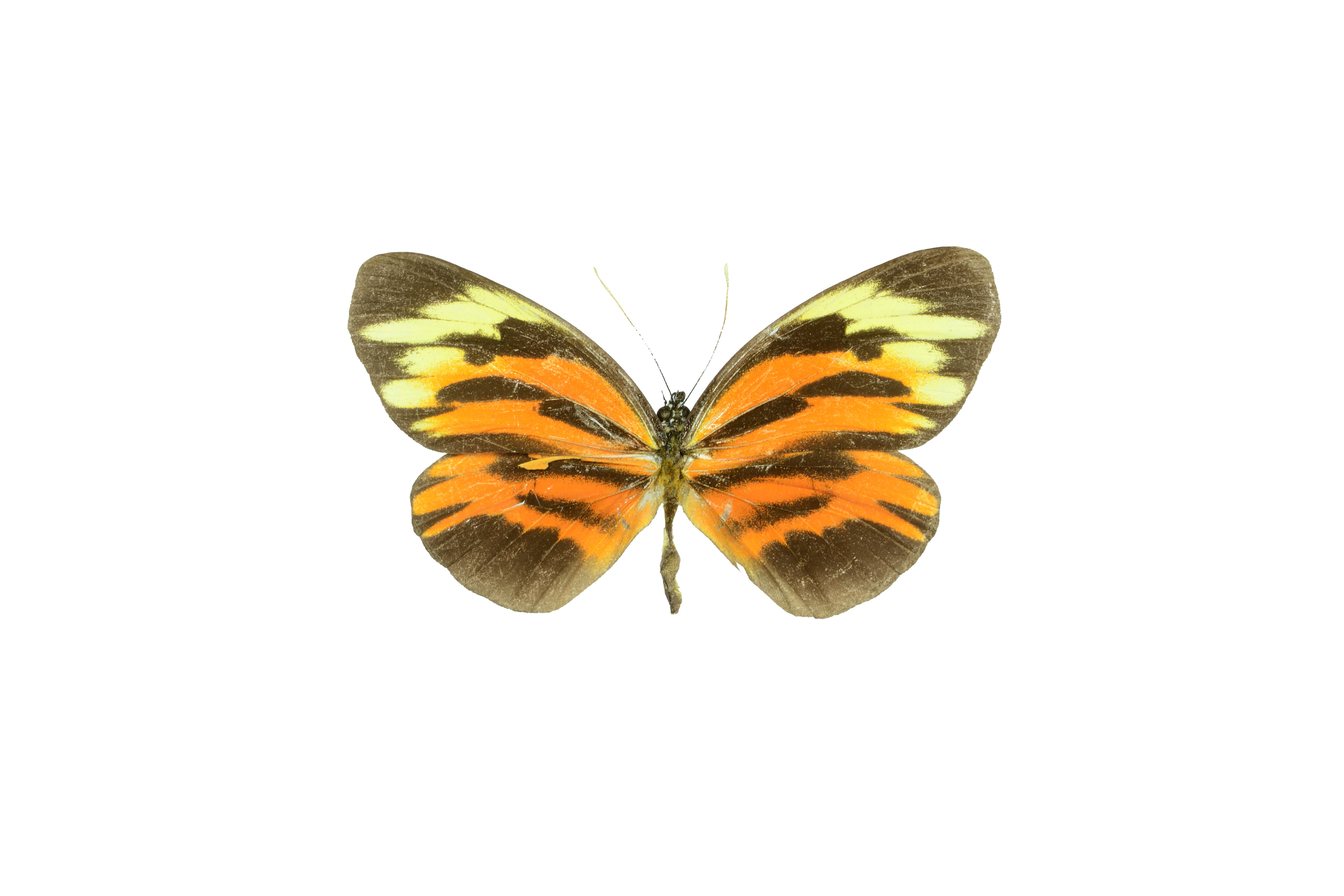
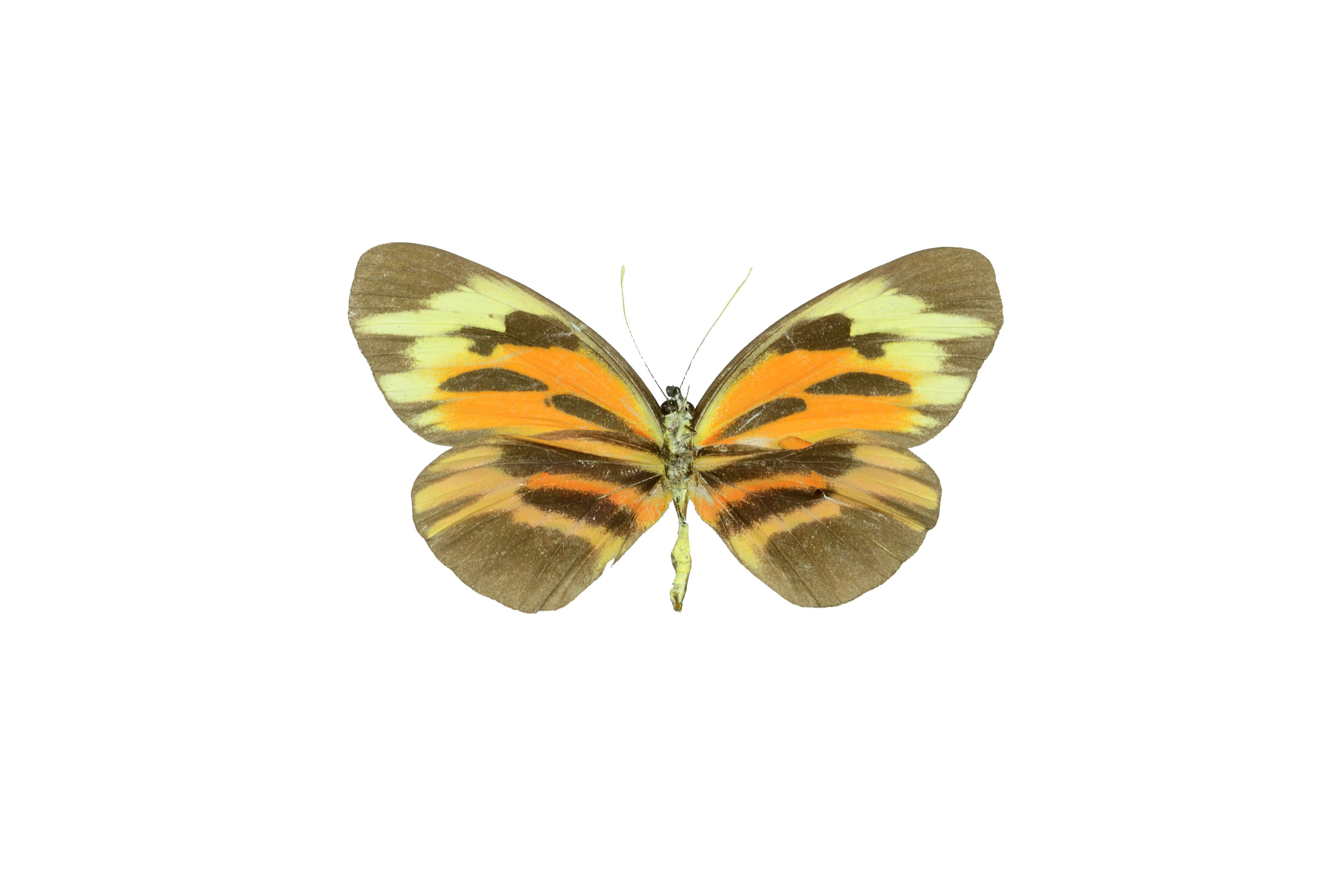
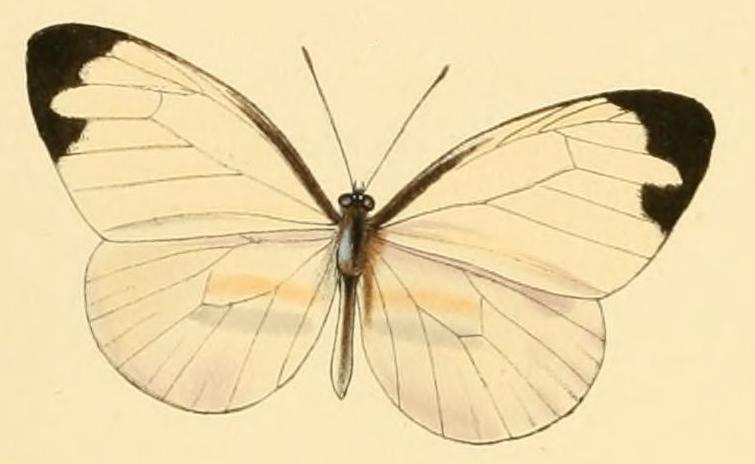